# Gli amori di Manon Lescaut
Gli amori di Manon Lescaut è un film del 1954 diretto da Mario Costa, tratto dal romanzo Storia del cavaliere Des Grieux e di Manon Lescaut dell'abate Antoine François Prévost.

## Trama
Durante il regno di re Luigi XV, a Parigi un giovane studente, Enrico Des Grieux, incontra la sua affascinante cugina, Manon Lescaut, proprio quando questa va al convento di Amiens, per prendere i voti.

## Produzione
Il film, frutto di una co-produzione italo-francese, venne girato tra l'estate e l'autunno del 1954; è una delle tante trasposizioni cinematografiche del romanzo di Prévost e rientra nel filone dei melodrammi strappalacrime, allora molto in voga tra il pubblico italiano, poi ribattezzato dalla critica con il termine neorealismo d'appendice.
Si tratta del primo film a colori realizzato dal regista, con la tecnica dell'Eastmancolor.

### Luoghi delle riprese
Gli interni furono girati negli stabilimenti della Rizzoli Film a Roma; tra i luoghi degli esterni figurano: il castello Orsini-Odescalchi a Bracciano; il parco della villa Doria Pamphilj e il cortile del Palazzo della Sapienza a Roma; nei pressi di Torre Paola a Sabaudia e nel cortile di Palazzo Altieri a Oriolo Romano.

## Distribuzione
Il film arrivò nel circuito cinematografico italiano il 28 dicembre del 1954, distribuito dalla Dear Film.
In Francia fu presentato nelle sale il 2 novembre del 1955, con distribuzione Francinex.